# Partido Liberal (Chile, 1988-1994)
Partido Liberal fue un partido político chileno de centroderecha existente entre 1988 y 1994. Entre 1993 y 1994 existió bajo la denominación de Partido del Sur. Buscó ser heredero político del antiguo Partido Liberal, existente entre 1849 y 1966.

## Historia
El Partido Liberal fue fundado el 31 de mayo de 1988, como una continuación de la Unión Liberal-Republicana, formada en 1986 tras la fusión de los partidos Liberal y Republicano. El 25 de julio fue declarado como partido "en formación", e inscrito en el registro de partidos políticos el 21 de abril de 1989.
Apoyó a la opción «No» en el plebiscito de 1988, y fue uno de los fundadores de la Concertación de Partidos por la Democracia, aunque la abandonó al poco tiempo para apoyar a Francisco Javier Errázuriz en la elección presidencial de 1989. También constituyó un pacto electoral con el Partido Socialista Chileno para las parlamentarias de ese mismo año. El 3 de agosto de 1988 formó junto con los partidos Socialdemocracia, Democrático Nacional y Unión Socialista Popular la coalición Unión de Centro Democrático, la cual tuvo escasa trascendencia política.
El 17 de julio de 1990, el Partido Liberal (encabezado por Carlos Cerda) se fusionó con el Partido del Sur —que arriesgaba su disolución por el Servicio Electoral—, adoptando el nombre del primero. Su directiva quedó compuesta por Hugo Zepeda Barrios como presidente y Eduardo Díaz Herrera como secretario general.
El partido decidió concurrir en solitario a las elecciones municipales de 1992, obteniendo representación solamente en la Región de la Araucanía donde logró elegir como concejales a Oscar Reidel Egger en Galvarino, Jacinto Mariano Morales en Melipeuco, Tatiana Rudolph Espinoza en Carahue y Walter Van Haindorp en Puerto Saavedra.
Esto –sumado a las conversaciones sostenidas por Díaz Herrera con Democracia y Progreso para formar una alianza electoral– motivó un quiebre entre las facciones lideradas por Zepeda y Díaz Herrera. Mientras que los primeros se retiraron del PL para formar el movimiento Renovación Liberal y posteriormente unirse al Partido Alianza de Centro, el segundo llamó a la disolución de este como Partido Liberal, y a refundarlo como Partido del Sur, cuestión que se materializó el 5 de marzo de 1993.
Ese mismo año, en la elección presidencial, apoyó la candidatura de Arturo Alessandri Besa, en tanto que en las elecciones parlamentarias representó en el pacto Unión por el Progreso de Chile, llevando un solo candidato a senador y un solo candidato a diputado. Sin embargo, el partido no tuvo representación en el Congreso y poco después rompió relaciones tanto como con Renovación Nacional como con la Unión Demócrata Independiente.
Debido a que no obtuvo el porcentaje mínimo de votos requeridos por la ley, el partido fue disuelto el 8 de junio de 1994. Posteriormente el Partido del Sur volvería a inscribirse, aunque volviendo a su estructura previa a la fusión con los liberales.

## Fracciones
- Partido Liberal Demócrata de Chile (julio de 1988): sector que decidió apoyar la opción «Sí» en el plebiscito de 1988.
- Partido Alianza de Centro (enero de 1989): sector que se integró a la Concertación de Partidos por la Democracia.

## Resultados electorales

### Elecciones parlamentarias
|  | 0,69 % |

|  | 0,15 % |

### Elecciones municipales
| Elección | Alcaldes   | Alcaldes   | Alcaldes | Concejales | Concejales      | Concejales |
| Elección | Votos      | % de votos | Escaños  | Votos      | % de votos      | Escaños    |
| -------- | ---------- | ---------- | -------- | ---------- | --------------- | ---------- |
| 1992     | léase nota | léase nota | 0/334    | 15 505     | \| \| 0,24 % \| | 4/1789     |
|          | 0,24 %     |            |          |            |                 |            |

Nota: en 1992 la votación se realizaba para escoger concejales, y desde allí se designaban los alcaldes para cada municipalidad.